# Морожены песни
«Моро́жены пе́сни» — рисованный мультипликационный фильм режиссёра Леонида Носырева. Впервые вышел на экраны в 1977 году в составе другого мультфильма — «Не любо — не слушай», после чего в 1988 году, вместе с другими фильмами Носырева по мотивам поморских сказок, вошёл в альманах «Смех и горе у Бела моря».
Режиссёр обратился к русскому народному промыслу — вологодскому кружеву для изображения мороженых песен Степана Писахова.

## Сюжет
Снят по одноимённой сказке Степана Писахова.
В Архангельской земле жизнь особенная. На гулянии народ бегает наперегонки с оленями. По осени — собирает и сушит к зиме северное сияние… Но главное — северные песни. «На морозе всяко слово как вылетит, и замёрзнет». Так в хороший мороз можно и слова, и частушки, и песни морозить. А далее сохранять, слушать, когда захочется, а также поставлять в дружественные страны.

## Создатели
| автор сценария             | Генрих Сапгир, Леонид Носырев                                                                     |
| режиссёр                   | Леонид Носырев                                                                                    |
| композитор                 | Евгений Ботяров                                                                                   |
| художник-постановщик       | Вера Кудрявцева                                                                                   |
| оператор                   | Кабул Расулов                                                                                     |
| звукооператор              | Владимир Кутузов                                                                                  |
| монтажница                 | Ольга Василенко                                                                                   |
| ассистенты:                | Татьяна Домбровская, Людмила Кошкина, Ольга Боголюбова                                            |
| художники-мультипликаторы: | Лев Рябинин, Алексей Букин, Александр Горленко, Анатолий Абаренов, Людмила Лобанова, Юрий Батанин |
| художники:                 | Вера Харитонова, Владимир Захаров                                                                 |
| текст читает:              | Евгений Леонов                                                                                    |
| песни исполняет:           | Ансамбль Дмитрия Покровского                                                                      |
| редактор                   | Аркадий Снесарев                                                                                  |
| директор картины           | Любовь Бутырина                                                                                   |